# Tranzitivna relacija
Tranitivna je ona binarna relacija za koju vrijedi, uz zadani skup S te binarnu relaciju R na skup S, tj.
R ⊆ S × S .
Često se običava umjesto {\displaystyle (x,y)\in R} pisati 
{\displaystyle xRy}
Relacija je tranzitivna ako je 
{\displaystyle (x{\mathcal {R}}y)\land (y{\mathcal {R}}z)\Rightarrow x{\mathcal {R}}z} (ako je {\displaystyle x} u relaciji sa {\displaystyle y}, i {\displaystyle y} u relaciji sa {\displaystyle z} onda je {\displaystyle x} i u relaciji sa {\displaystyle z})